# Cryptorhopalum truncatum
Cryptorhopalum truncatum là một loài bọ cánh cứng trong họ Dermestidae. Loài này được Kirsch miêu tả khoa học năm 1870.